# مقاطعة بامبرغ (كارولينا الجنوبية)
مقاطعة بامبرغ هي مقاطعة في كارولينا الجنوبية، تتبع كارولاينا الجنوبية، بلغ عدد سكانها 15٬987  نسمة، في 2010، عاصمتها بامبرج، تبلغ مساحتها 1٬024 كيلومتر مربع.

## الموقع
تشترك في الحدود مع:
- مقاطعة أورانجبورغ
- مقاطعة دورشستر (كارولاينا الجنوبية)
- مقاطعة كوليتون (كارولاينا الجنوبية)
- مقاطعة هامبتون (كارولينا الجنوبية)
- مقاطعة ألينديل (كارولينا الجنوبية)
- مقاطعة بارنويل (كارولينا الجنوبية).

## التقسيمات الإدارية
- بامبرج.